# Bieujac
Bieujac (gascognisch: Viaujac) ist eine französische Gemeinde mit 670 Einwohnern (Stand: 1. Januar 2022) im Département Gironde in der Region Nouvelle-Aquitaine. Sie gehört zum Arrondissement Langon und zum Kanton Le Sud-Gironde. Die Einwohner werden Bieujacais genannt.

## Lage
Bieujac liegt am unteren Beuve, etwa 47 Kilometer südöstlich von Bordeaux und acht Kilometer östlich von Langon. Umgeben wird Bieujac von den Nachbargemeinden Saint-Loubert im Nordwesten und Norden, Castets et Castillon im Norden und Osten, Savignac im Südosten, Brannens im Süden, Auros im Süden und Südwesten sowie Saint-Pardon-de-Conques im Westen und Nordwesten.
Am südlichen Rand der Gemeinde führt die Autoroute A62 vorbei.

## Bevölkerungsentwicklung
| Jahr                       | 1962 | 1968 | 1975 | 1982 | 1990 | 1999 | 2006 | 2013 | 2020 |
| Einwohner                  | 341  | 344  | 280  | 297  | 384  | 416  | 463  | 528  | 648  |
| Quellen: Cassini und INSEE |      |      |      |      |      |      |      |      |      |

## Sehenswürdigkeiten
- Kirche Notre-Dame, ursprünglich aus dem 11. Jahrhundert, 1884 im neoromanischen Stil wieder aufgebaut
- ehemaliges Waschhaus

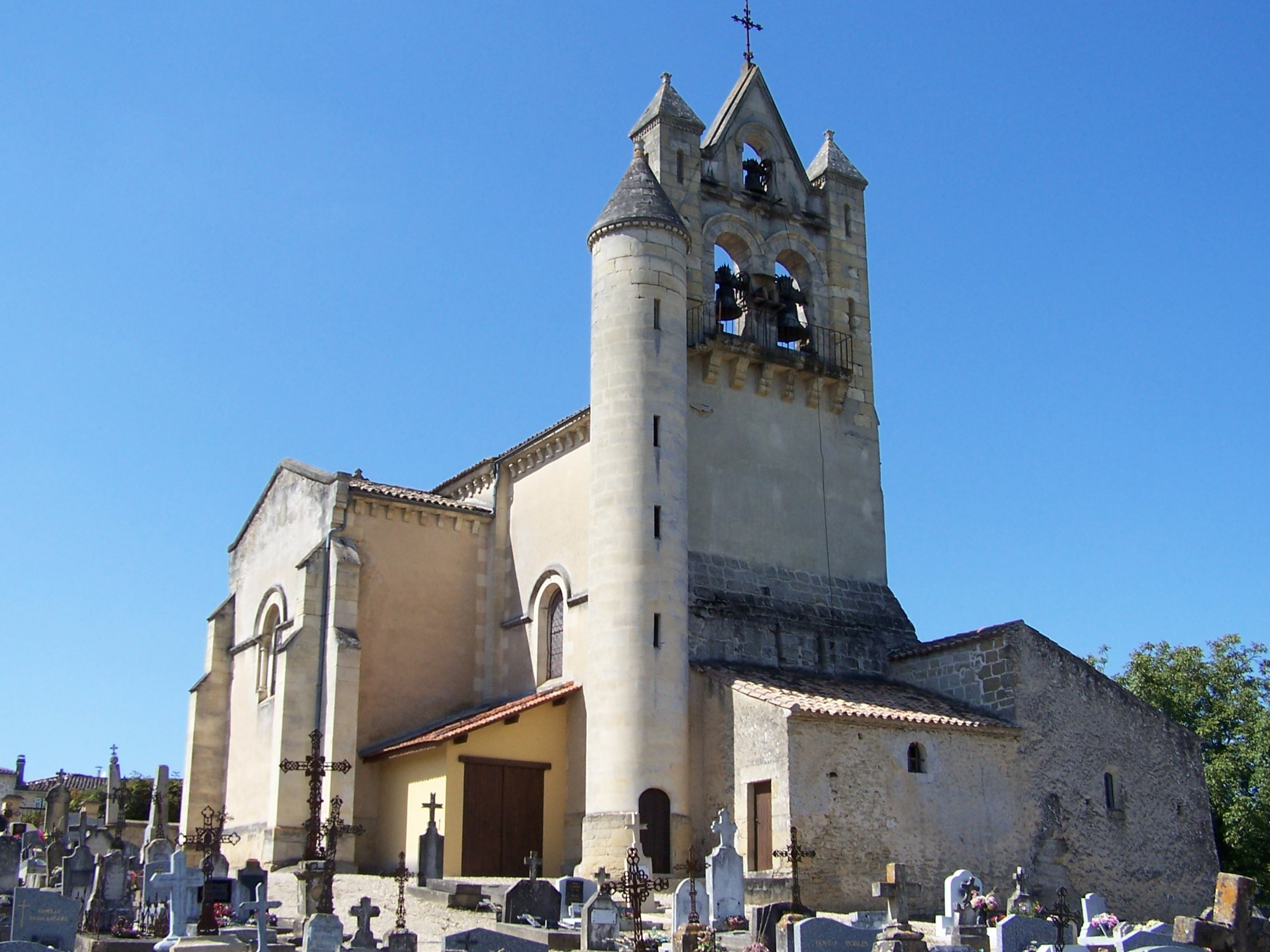
Kirche Notre-Dame
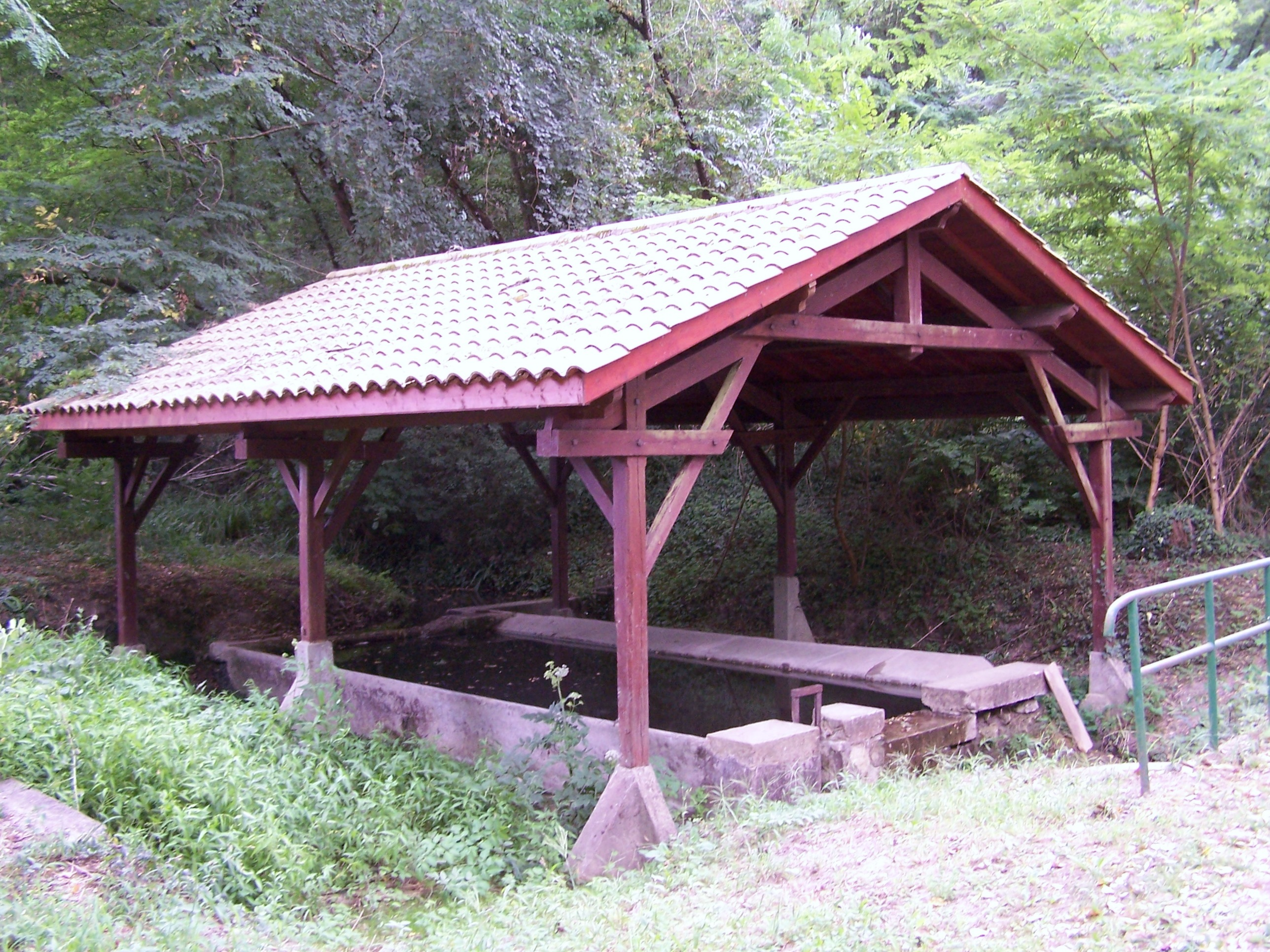
Ehemaliges öffentliches Waschhaus
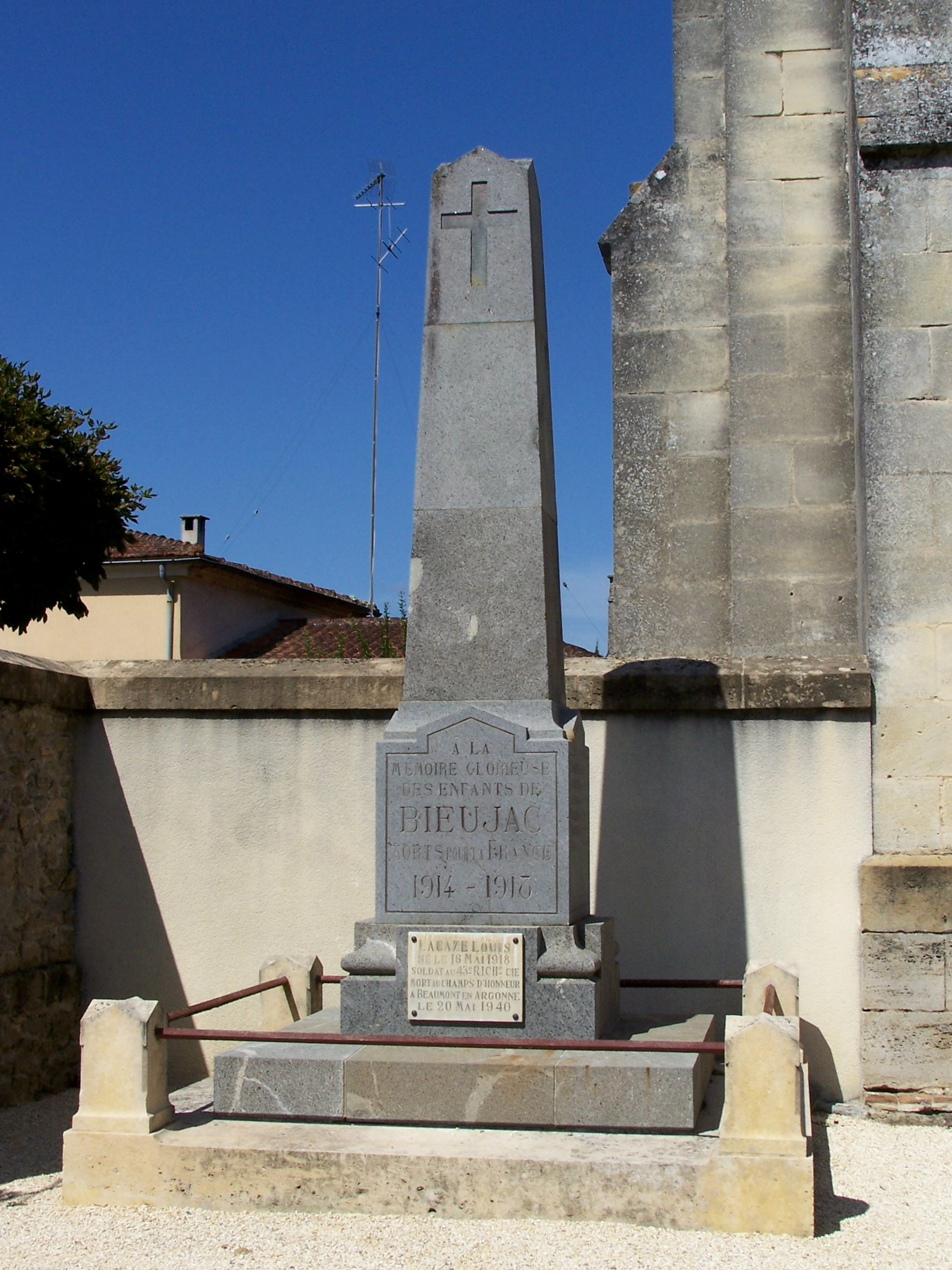
Gefallenendenkmal